# Ситников, Николай Михайлович
Николай Михайлович Ситников (1925—1945) — командир взвода автоматчиков 54-й гвардейской танковой Васильковской Краснознаменной ордена Богдана Хмельницкого бригады (3-я гвардейская танковая армия, 1-й Украинский фронт), гвардии младший лейтенант Рабоче-крестьянской Красной Армии, участник Великой Отечественной войны, Герой Советского Союза (1945).

## Биография
Родился 16 сентября 1925 года в селе Тютчево (ныне — Лебедянский район Липецкой области).
После окончания семи классов школы работал в колхозе, занимался в ремесленном училище. В январе 1943 года Ситников был призван на службу в Рабоче-крестьянскую Красную Армию. В 1944 году он окончил Владивостокское пехотное училище. С января 1945 года — на фронтах Великой Отечественной войны, командовал взводом автоматчиков 54-й гвардейской танковой бригады 3-й гвардейской танковой армии 1-го Украинского фронта. Отличился во время форсирования Одера.
23 января 1945 года под массированным немецким огнём взвод Ситникова переправился через Одер к югу от Оппельна и принял активное участие в боях за захват и удержание плацдарма на его западном берегу, уничтожив около 100 солдат и офицеров противника и захватив 4 его пулемёта. Только за один день взвод отразил тринадцать немецких контратак. В тех боях Ситников лично уничтожил 18 солдат и офицеров противника, но и сам погиб. Похоронен в посёлке Грошовец в черте города Ополе.
Указом Президиума Верховного Совета СССР от 10 апреля 1945 года за «мужество и героизм, проявленные при форсировании Одера», гвардии младший лейтенант Николай Ситников посмертно был удостоен высокого звания Героя Советского Союза. Также посмертно был награждён орденом Ленина.
Похоронен в поселке Грошовец (ныне в черте города Ополе).

## Награды
- Медаль «Золотая Звезда» (11.04.1945)[3];
- Орден Ленина (11.04.1945)[3].

## Память
- Его имя увековечено в Главном Храме Вооружённых сил России, и навсегда запечатлено на мемориале «Дорога памяти».
- В честь Ситникова названы улицы в Тербунах и Лебедяни[2].